# Neolucanus
Neolucanus là một chi bọ cánh cứng trong họ Lucanidae. Chi này được Thomson xác lập năm 1862.

## Các loài
Chi Neolucanus hiện có khoảng 58 loài với 16 loài phát hiện từ sau 2004:
- Neolucanus svenjae Schenk, 2004
- Neolucanus chiangmaiensis Schenk, 2006
- Neolucanus fiedleri Schenk, 2006
- Neolucanus shaanxiensis Schenk, 2008
- Neolucanus inaharai Okuda, 2009
- Neolucanus benoiti Schenk, 2009
- Neolucanus quangxii Schenk, 2009
- Neolucanus suzumurai Fujita, 2010
- Neolucanus pseudovicinus Fujita, 2010
- Neolucanus hagiangensis Fujita, 2010
- Neolucanus iijimai Fujita, 2010
- Neolucanus guizhoui Schenk, 2011
- Neolucanus chongguo Schenk, 2012
- Neolucanus punctulatus Quangthai & Schenk, 2013
- Neolucanus latissimus Schenk, 2013
- Neolucanus baongocae, ThaiQuang, 2013